# Nicholas Reifer
Nicholas Colin Reifer (* 30. Juni 1990) ist ein Badmintonspieler aus Barbados. 

## Karriere
Nicholas Reifer startete 2010 bei den Commonwealth Games, schied dort jedoch in der Vorrunde des Badmintonturniers aus. 2011 wurde er nationaler Meister in Barbados. 